# Даллас/Форт-Уэрт
Международный аэропорт Даллас/Форт-Уэрт (англ. Dallas-Fort Worth International Airport (ИАТА: DFW, ИКАО: KDFW, FAA LID: DFW)) — международный аэропорт, расположенный между городами Даллас и Форт-Уэрт, и является самым загруженным аэропортом штата Техас, США.

## Общая информация
В 2007 году в аэропорту было произведено 684 779 взлётов-посадок, что делает его третьим по загруженности аэропортом в мире по этому показателю. По пассажирскому трафику аэропорт является одним из самых загруженных в мире, его пассажирооборот составил около 67 миллионов человек в 2017 году. Площадь аэропорта составляет 7315 га, это самый большой аэропорт Техаса и второй по размерам в США (после Международного аэропорта Денвера) и четвёртый по площади в мире. По международному пассажирскому трафику аэропорт занимает девятое место в США. В аэропорту расположены 7 взлётно-посадочных полос. В 2006 аэропорт был назван «Лучшим грузовым аэропортом мира».
Аэропорт обслуживает 135 внутренних и 38 международных назначений, является крупнейшим и основным хабом American Airlines (800 ежедневных рейсов), и также крупнейший хаб American Eagle Airlines. 84 % всех рейсов в Даллас/Форт-Уэрт осуществляются American Airlines. Delta Air Lines перевели свой хаб из Далласа/Форт-Уэрта в Международный аэропорт Лос-Анджелеса, в феврале 2005 года с целью сокращения затрат и избежания прямой конкуренции с American Airlines. Авиакомпания сократила количество прямых рейсов с 256 до 22 в день.
Обычно сокращённо аэропорт называют по его коду IATA — «DFW». В аэропорту есть собственные почтовое отделение, ZIP code, а также коммунальные службы. Почта США дала аэропорту собственное обозначение, как населённому пункту, DFW Airport, TX. Члены Совета директоров аэропорта назначаются властями «городов-владельцев» Далласа и Форт-Уэрта. Аэропорт находится в городской черте трёх пригородов, данная ситуация привела к судебным спорам. Для решения вопросов с соседними территориями, Совет директоров аэропорта включает не голосующих членов — представителей территорий, с которыми аэропорт соседствует: (Ирвинг, Олесс, Грейпвайн, и Коппел), которые постоянно сменяют друг друга.
DFW связан местным автобусом с пригородной станцией железной дороги, расположенной к югу от аэропорта. Линия Trinity Railway Express обслуживает пригороды Далласа и Форт-Уэрта.

## История

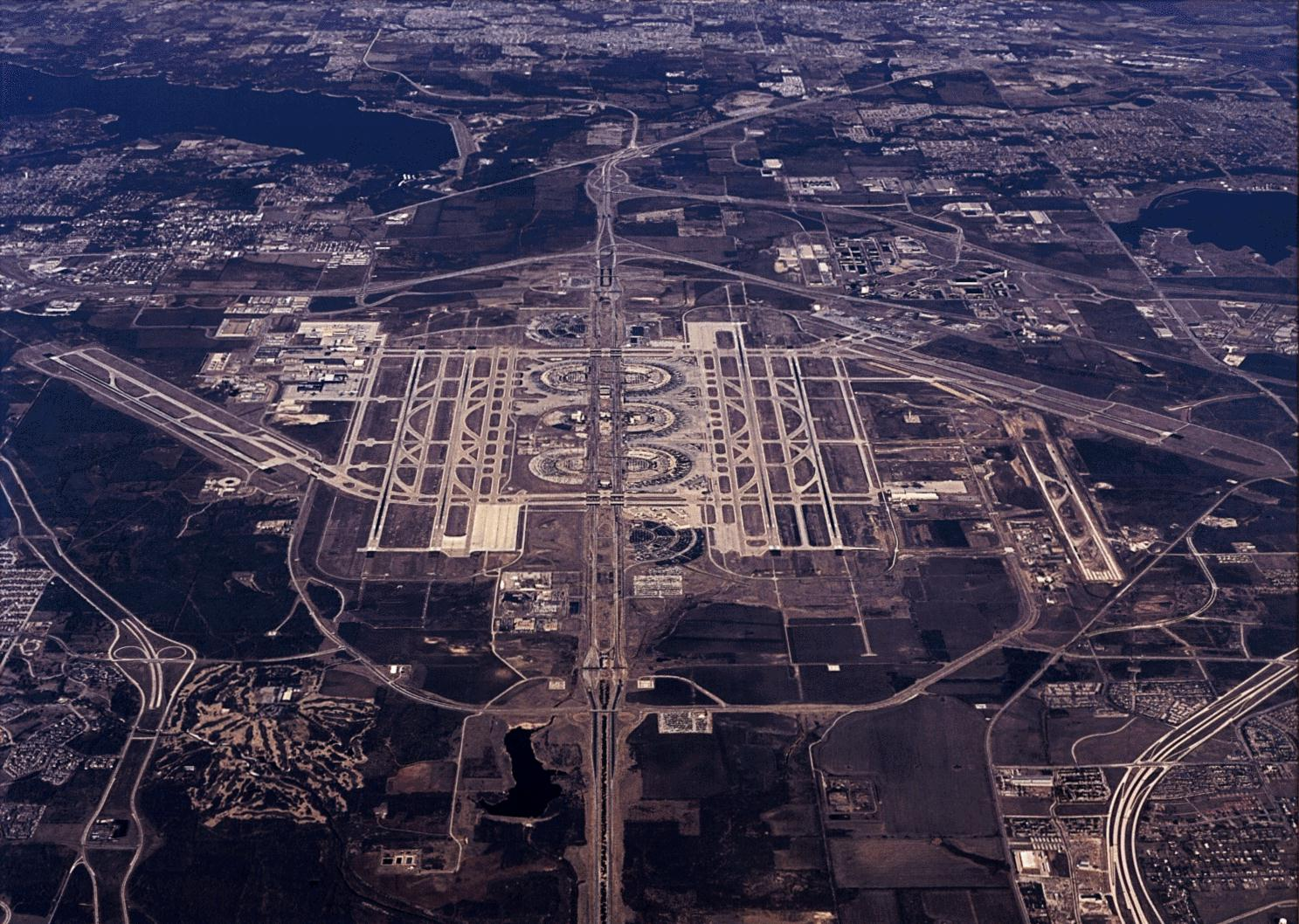

Уже в начале 1927 года, до того как на этой территории появился аэропорт, власти Далласа предложили создать совместно с Форт-Уэртом аэропорт. Форт-Уэрт отклонил предложение, в результате чего каждый из городов открыл собственный аэропорты, Даллас/Лав-Филд и Международный аэропорт Форт-Уэрт Мичем. Из обоих аэропортов были открыты регулярные авиарейсы. В 1934 году Даллас стал главным хабом перевозчика авиапочты Braniff Airways.
В 1940 году Администрация гражданской авиации США выделила 1.9 млн долл. для строительства регионального аэропорта Даллас/Форт-Уэрт. American Airlines и Braniff Airways заключили соглашение с городскими властями Арлингтона о строительстве аэропорта на его землях, но власти Далласа и Форт-Уэрта выразили решительный протест, и проект был заморожен в 1943 году. После Второй мировой войны Форт-Уэрт стал использовать этот земельный участок в Амон Картер Филд при поддержке American Airlines. Форт-Уэрт перевёл коммерческие рейсы из Мичем в новый аэропорт в 1953 году, который находился всего в 19 км от аэропорта Даллас/Лав-Филд. В 1960 Форт-Уэрт приобрёл Амон Картер Филд и переименовал его в Большой Юго-западный международный аэропорт (англ. Greater Southwest International Airport) (GSW), чтобы иметь возможность соперничать с более успешным аэропортом Далласа. Тем не менее, трафик GSW снижался относительно Лав-Филд. В середине 1960-х годов Форт-Уэрт обслуживал 1 % воздушных перевозок в Техасе, в то время как Даллас — 49 %, что в итоге привело к закрытию GSW.
Предложение создать совместный аэропорт повторно прозвучало в 1961 году после того как FAA отказалась инвестировать средства в два отдельных аэропорта Далласа и Форт-Уэрта. Несмотря на то, что аэропорт Форт-Уэрта в конечном счете свернул свою работу, Даллас/Лав-Филд стал переполненным и имел достаточного пространства для дальнейшего расширения. После получения соответствующего указания от федерального правительства в 1964 году власти двух городов выбрали место для нового регионального аэропорта, оно находилось к северу от закрытого GSW и равноудалено от двух городских центров. Земля была куплена обоими городами в 1966 году, в 1969 началось строительство.
Завершение строительства аэропорта было отмечено приземлением сверхзвукового самолёта BAC/Sud Concorde 12 сентября 1973 года. Concorde впоследствии совершал рейсы в Даллас/Форт-Уэрт по соглашению между Braniff Airways, British Airways и Air France, пока Braniff не прекратил эти рейсы.
Коммерческие рейсы в Региональном аэропорту Даллас/Форт-Уэрт (таково его было первоначальное название — англ. Dallas Fort Worth Regional Airport) начались 13 января 1974 года. В то время это был самый крупный и самый дорогостоящий аэропорт мира, его строительство обошлось в 700 млн долл.
Уже через 3 месяца после открытия пассажирооборот аэропорта составил 18,000 пассажиров в день. В 1978 произошло дерегулирование деятельности авиакомпаний со стороны государства. В этом же году в аэропорту появилась таможенная зона, а American Airlines объявили о переводе штаб-квартиры авиакомпании из Нью-Йорка в Форт-Уэрт. Этот перевод состоялся в 1979 году. В 1981 году в связи с ростом пассажиропотока были сделаны инвестиции в сумме 112 млн долл. в развитие аэропорта. В 1982 году авиакомпания Braniff Airlines объявила о банкротстве.
В 1974—1983 аэропорт обслужил около 200 млн пассажиров и обработал более 2.6 млн тонн грузов и почты; количество авиакомпаний в аэропорту выросло до 40 с 12 в день открытия. В мае 1985 аэропорт сменил название на Международный аэропорт Даллас/Форт-Уэрт. В 1986 году было принято дополнение к Генеральному плану развития аэропорта. В 1987 федеральные власти рекомендовали построить две дополнительные взлётно-посадочные полосы для того, чтобы аэропорт смог принимать большее количество рейсов. В 1989 руководство аэропорта объявило о строительстве двух новых взлётно-посадочных полос и перестройке Терминалов A, B, C, и E. В том же году аэропорт вышел на второе место в мире по пассажирообороту, обслужив 48 млн пассажиров.
После опубликования планов развития власти городов Ирвинг, Олесс и Грейпвайн начали судебный процесс против аэропорта, который завершился в пользу аэропорта в 1993 году. В 1994 году было открыто два новых контрольно-диспетчерских пункта. Даллас/Форт-Уэрт — единственный в мире аэропорт с 3 контрольно-диспетчерскими пунктами. В 1995 году доход аэропорта составил 8.4 млрд долл., аэропорт создавал 167,000 рабочих мест.
В 1996 было закончено строительство взлётно-посадочной полосы 17L/35R (формально — восточной 16/34); 1 октября 1996 она была введена в эксплуатацию. 1 ноября 1996 года начались рейсы в Лиму, Перу; Сан-Хосе-дель-Кабо, Мексика; и Сантьяго, Чили. В 1997 аэропорт стал самым быстрорастущим в Латинской Америке, добавилось 8 новых маршрутов в Мексику, Центральную Америку и Южную Америку. Количество иностранных флагманских перевозчиков в аэропорту увеличилось с 4 до 9. В 1998 Даллас/Форт-Уэрт стал самым пунктуальным аэропортом, чему способствовало наличие 7 взлётно-посадочных полос, 12 курсо-глиссадных систем и 3 контрольно-диспетчерских пункта. В 1998 Терминал B был увеличен для приёма иностранных пассажиров. В том же году открылся новый маршрут в Осаку.
Новый международный терминал (Терминал D) был открыт в июле 2005 года.
Система перевозки пассажиров Skylink была открыта 21 мая 2005 года и является крупнейшей в мире системой скоростных поездов в аэропортах. Полностью автоматизированные, поезда Skylink отправляются с частотой в несколько минут и идут со скоростью до 60 км/ч. Поезда Skylink могут двигаться в двух направлениях. Разработчиком системы Skylink является Bombardier Transportation .
Skylink заменил систему Airtrans, которая отличалась низкой скоростью (27 км/ч), однонаправленностью и не соответствовала современным требованиям безопасности. Позднее Airtrans в Даллас/Форт-Уэрт была разделена на три самостоятельные системы, обычный поезд, поезд для перевозки сотрудников и American Airlines TrAAin — участок, находящийся в зоне безопасности. Все три системы используют старый подвижной состав; различие заключается в станциях, с которых отправляются поезда. Эта система работала в аэропорту 31 год (с 1974 по 2005) и перевезла четверть миллиарда пассажиров. её поезда прошли 156 млн км. Система была списана через месяц после открытия Skylink.

### Авиакатастрофы
- 2 августа 1985 года Lockheed L-1011 авиакомпании Delta Air Lines рейса 191, летевший из Форт-Лодердейла в Лос-Анджелес с промежуточной посадкой в Даллас/Форт-Уэрт, потерпел крушение в аэропорту в результате сильного порыва ветра, погибло 8 из 11 членов экипажа и 128 из 152 пассажиров на борту, а также один человек на земле.
- 31 августа 1988 года Boeing 727 авиакомпании Delta Air Lines рейса 1141, который должен был лететь в Солт-Лейк-Сити, разбился после взлёта в аэропорту Даллас/Форт-Уэрт, погибло 2 из 7 членов экипажа, и 12 из 101 пассажира на борту.

### Катастрофы, косвенно связанные с аэропортом
- 2 июня 1983 года самолёт рейса 797, летевший по маршруту Даллас/Форт-Уэрт — Торонто — Монреаль, совершил вынужденную посадку в аэропорту Цинциннати/Северный Кентукки; погибло 23 из 46 человек на борту в результате задымления и пожара.
- 1 июня 1999 года самолёт рейса 1420, вылетевший из Даллас/Форт-Уэрт потерпел крушение после посадки в Литтл-Роке, погибли пилот и 10 из 139 пассажиров.

## Терминалы, авиакомпании и назначения

Расположение взлётно-посадочных полос Международного аэропорта Даллас/Форт-Уэрт

Международный аэропорт Даллас/Форт-Уэрт имеет пять терминалов. Аэропорт разрабатывался с расчётом на дальнейшее расширение и теоретически может иметь до 13 терминалов с общим количеством выходов до 260, однако в ближайшее время едва ли аэропорт будет расширяться до такого уровня.
Терминалы аэропорта построены в форме полукруга (за исключением самого последнего построенного, Терминала D, который построен в виде квадрата с «буквой U» внутри) и находятся по две стороны от центральной северо-западной дороги Spur 97, которая также носит название «Международный бульвар» (англ. International Parkway). До конца 1990-х они носили названия по номерам (2 северных, 4 южных) и буквенному индексу («E» — восточные, «W» — западные). Система названий была позже пересмотрена и сегодня они носят буквенные названия от A до E. Терминалы A, C и E (с севера на юг) находятся в восточной части, Терминалы B и D (с севера на юг) — с западной стороны.
Терминалы Международного аэропорта Даллас/Форт-Уэрт строились таким образом, чтобы минимизировать расстояние между автомобилем пассажиром и самолётом и сократить движение вокруг терминалов. Последствием такого расположения стали чрезвычайно большие расстояния между выходами (чтобы попасть от выхода в конце полукруглого здания к выходу в другом конце этого здания нужно пройти по всей длине полукруга здания, никаких коротких путей перемещения не предусмотрено). С тех пор, как Даллас/Форт-Уэрт стал крупнейшим хабом American Airlines, это причинило серьёзные проблемы. Система перевозки пассажиров (открытая вместе с аэропортом, но известная низкой скоростью и однонаправленностью) была заменена системой SkyLink в апреле 2005 года, которая соединила все терминалы и поезда которой перемещаются в двух направлениях и с существенно более высокой скоростью.

### Терминал A
American Airlines и её региональное подразделение American Eagle имеют большое присутствие в Даллас/Форт-Уэрт. Крупнейшая пассажирская авиакомпания мира использует аэропорт в качестве своего крупнейшего хаба. Эти две авиакомпании используют четыре из пяти терминалов аэропорта. Терминал A, который первоначально, когда открылся аэропорт, назывался «Терминал 2E», полностью используется American Airlines для внутренних рейсов. До открытия Терминала D Терминал A обслуживал большую часть международных рейсов American Airlines из аэропорта. В конце 1990-х значительное количество рейсов American Eagle было переведено в Терминал B. Также в конце 1990-х American Eagle построила терминал-сателлит (получивший название Сателлит-Терминал A2) в связи с недостатком выходов к самолётам. Он расположен рядом с Терминалом A и в него можно попасть только на автобусах-шаттлах. Сателлит-Терминал A2 (выходы A2A-A2N) прекратил эксплуатироваться в 2005 году, когда American Eagle перевела все операции в Терминалы B и D. Тем не менее, существуют планы перестройки стареющего здания терминала в хаб мирового класса, который будет более современный, чем Терминал D, он при этом станет Центральным Терминалом American Airlines.
Терминал A имеет 35 выходов: A9-A29, A33-A39
- American Airlines

### Терминал B
Этот терминал с момента открытия аэропорта носил название «Терминал 2W». American Eagle использует 16 выходов в Терминале B. United Airlines является второй авиакомпанией в терминале; Midwest Airlines и US Airways были переведены в Терминал E в июле 2006 года. Терминал B является бывшим терминалом авиакомпании Braniff. До открытия Терминала D все международные рейсы, кроме American Airlines, обслуживались в этом аэропорту.
Терминал B имеет 31 выходов: B2-B16, B18-B21, B23-B25, B28-30, B33-B36, B39
- American Airlines
  - American Eagle
- United Airlines
  - United Express оператор Shuttle America
  - United Express оператор SkyWest Airlines

### Терминал C
American Airlines полностью занимает Терминал C, первоначально носивший название «Терминал 3E», и использует его для внутренних рейсов.
Терминал C имеет 31 выход: C2-C4, C6-C8, C10-C12, C14-C17, C19-C22, C24-C33, C35-C37, C39
- American Airlines

### Международный терминал D
Международный Терминал D, разработанный HKS, HNTB и Corgan Associates, был открыт в июле 2005 года. Новый терминал имеет площадь 186,000 кв. м. и имеет пропускную способность 32,000 пассажиров в день или 11.7 млн пассажиров в год, имеет 28 выходов и отель Grand Hyatt DFW Hotel  на 298 комнат. Площадь коммерческой зоны составляет 9,290 кв. м.

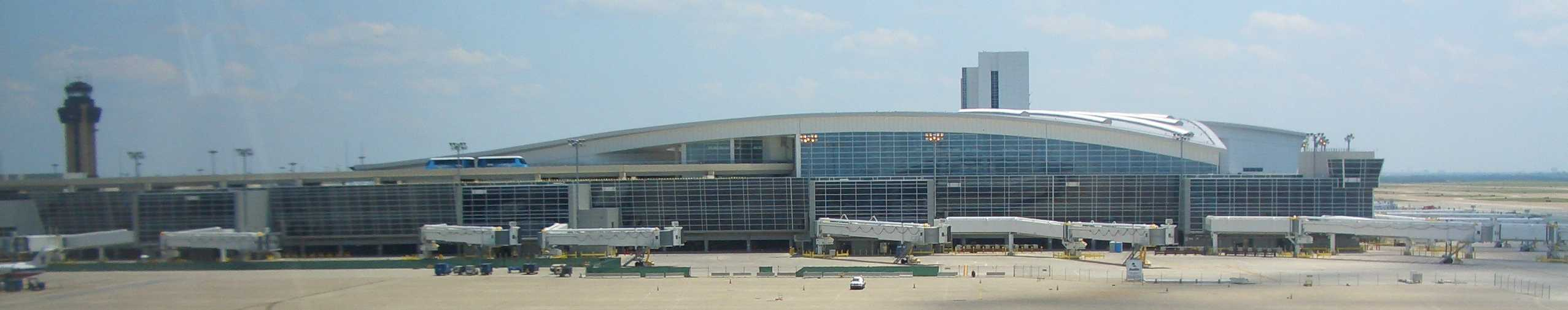
Международный Терминал D

Вместимость нового восьмиэтажного паркинга составляет 8,100 мест, он снабжен современной системой управления загрузкой паркинга. С паркингом терминал соединяется переходами с траволаторами и эскалаторами.
Терминал D имеет 29 выходов: D6-D8, D10-D12, D14-D18, D20-D25, D27-D31, D33-D34, D36-D40
- Air Canada (Торонто-Пирсон)
- American Airlines (Международные рейсы) (Некоторые внутренние рейсы) (Акапулько [сезонный], Белиз-Сити, Буэнос-Айрес, Кабо-Сан-Лукас, Калгари, Канкун, Каракас, Коцумел, Франкфурт, Гвадалахара, Гватемала-Сити, Гонолулу, Ихтапа [сезонный], Кахулуй, Леон, Лондон-Хитроу, Мехико, Монтего-Бей [сезонный], Монтеррей, Монреаль, Нассау [со 2 ноября], Панама-Сити, Париж-Шарль де Голль, Провиденсиалес, Пуэрто-Валларта, Сан-Хосе (CR), Сан-Сальвадор, Сантьяго-де-Чили, Сан-Паоло, Токио-Нарита, Торонто-Пирсон, Ванкувер)
  - American Eagle (Агуаскальентес, Чиуауа, Гвадалахара, Леон, Монтеррей, Сент-Луис-Потоси, Тампико, Торреон)
- British Airways (Лондон-Хитроу)
- KLM (Амстердам)
- Korean Air (Сеул-Инчхон)
- Lufthansa (Франкфурт)
- Mexicana (Мехико)
- Sun Country Airlines (Канкун, Миннеаполис/Сент-Пол)
- TACA (Сан-Сальвадор)

### Терминал E
Терминал E, первоначально носивший название 4E, первоначально использовался прежде всего Delta Air Lines, однако Delta закрыла хаб в аэропорту в 2005 году и сохранила только рейсы в другие её хабы. Терминал E имеет отличие от других терминалов — он соединяется подземным тоннелем с терминалом-сателлитом. Сателлит, первоначально использовавшийся Delta, а затем — перевозчиками Delta Connection, в настоящее время не используется. Терминал E связан с другими терминалами только поездами Skylink, поэтому существуют трудности с переходом в другие терминалы.
Терминал E имеет 26 выходов: E2, E4-E6, E7A, E7B, E8, E9A, E9B, E10-E18, E20-E21, E31-E38. В Терминале E находилась таможня, которая использовалась в то время, когда Delta осуществляла рейсы во Франкфурт в начале 1990-х, в это время там обслуживались Air France и AeroMexico до открытия Терминала D. В 2000-х, авиакомпании альянса SkyTeam Continental и Northwest стали использовать выходы, смежные с Delta. В настоящее время в Терминале E обслуживаются:
- AirTran Airways
- Alaska Airlines
- Continental Airlines
  - Continental Express оператор ExpressJet Airlines
- Delta Air Lines
  - Delta Connection оператор Atlantic Southeast Airlines
  - Delta Connection оператор Comair
  - Delta Connection оператор Freedom Airlines
  - Delta Connection оператор SkyWest Airlines
- Frontier Airlines
- Midwest Airlines
  - Midwest Connect оператор Republic Airways
- Northwest Airlines
  - Northwest Airlink оператор Compass Airlines
  - Northwest Airlink оператор Mesaba Airlines
  - Northwest Airlink оператор Pinnacle Airlines
- US Airways
  - US Airways Express оператор Mesa Airlines
  - US Airways Express оператор Republic Airways

## Грузоперевозки
Через Международный аэропорт Даллас/Форт-Уэрт проходит 60 % всех грузовых авиаперевозок штата Техас.
Азиатские и европейские направления составляют более 75 % грузоперевозок в аэропорту, являющимся 27-м по загруженности грузовым аэропортом мира.
В недавнем обзоре Air Cargo World Международном аэропорту Даллас/Форт-Уэрт был назван "Лучшим грузовым аэропортом в мире.

### Статистика грузовых перевозок
- Азия 48 %
- Европа 34 %
- Латинская Америка 9 %
- Ближний Восток 3 %
- Индийский субконтинент 2 %
- Океания 2 %
- Африка 1 %
- Другие страны 1 %

### Грузовые операторы
- ABX Air (DHL)
- Air China Cargo (Пекин)
- Air Transport International
- Air France Cargo (Париж-Шарль де Голль)
- China Cargo (Тайбэй)
- Emery Worldwide
- EVA Air Cargo (Тайбэй)
- FedEx Express (Мемфис)
- JALCARGO (Токио-Нарита)
- Kitty Hawk
- Korean Air Cargo (Анкоридж, Майами, Сеул-Инчхон)
- Lufthansa Cargo (Франкфурт)
- Singapore Airlines Cargo (Брюссель, Сингапур)
- Southern Air
- Tradewinds Airlines (Аквадилла)
- UPS Airlines (Луисвилль)